# Striga flava
Striga flava är en snyltrotsväxtart som beskrevs av Friedrich Anton Wilhelm Miquel. Striga flava ingår i släktet Striga och familjen snyltrotsväxter. Inga underarter finns listade i Catalogue of Life.